# Roederiodes recurvatus
Roederiodes recurvatus är en tvåvingeart som beskrevs av Chillcott 1961. Roederiodes recurvatus ingår i släktet Roederiodes och familjen dansflugor. Inga underarter finns listade i Catalogue of Life.